# Centro de Estudiantes de Derecho (Universidad de Buenos Aires)
El Centro de Estudiantes de Derecho de la Universidad de Buenos Aires es una organización gremial que agrupa a los alumnos de las carreras de abogacía, traductorado, calígrafo público y profesorado en ciencias jurídicas de la Facultad de Derecho de la Universidad de Buenos Aires.
Es una organización no gubernamental, constituida bajo la forma de una asociación civil. Sus asociados son los alumnos regulares de la Facultad de Derecho.

## Organización
Está dirigido por una Comisión Directiva de 15 miembros, cuyas funciones se dividen en Presidente, Vicepresidente, Secretario General y 13 vocales. Sus autoridades son electas mediante el voto secreto y optativo de los estudiantes una vez por año, y la distribución de cargos entre las listas participantes se realiza mediante el sistema proporcional D'Hont.
También posee un Consejo Consultivo compuesto de 60 integrantes y una Comisión Revisora de Cuentas. Desde 1996, cuenta con Personería Jurídica.

## Historia
Fue constituido el 17 de julio de 1905, por un grupo de estudiantes que tomó la decisión de conformar una entidad gremial, con el propósito de impulsar y defender valores fundamentales como la solidaridad y la participación. El Centro de Estudiantes de Derecho de la Universidad de Buenos Aires no tuvo una participación relevante durante la revuelta estudiantil conocida en Argentina como la Reforma universitaria de junio de 1918, cuando el movimiento estudiantil cordobés inició una huelga y ocupó la sede de la Universidad Nacional de Córdoba reclamando la participación de los estudiantes en el gobierno universitario y en las reformas académicas.
El 14 de diciembre de 1929, el Centro de Estudiantes de Derecho tomó la Facultad y por "razones de higiene" decidió clausurarla ante la elección de un Decano con inclinaciones fascistas como Juan Pablo Ramos y eligió para reemplazarlo al estudiante Julio V. González. En 1930, el Centro de Estudiantes participó activamente de las manifestaciones en contra del Presidente Hipólito Yrigoyen y apoyó el Golpe de Estado que derribó al gobierno.
Inmediatamente, el nuevo Presidente de la Nación General José Félix Uriburu, intervino la Facultad de Derecho y proscribió la actividad del Centro de Estudiantes.  Durante los años 1930 el movimiento estudiantil fue perseguido, en tanto en la década de 1940 el Centro de Estudiantes se dividió en dos Centros estudiantiles paralelos. Durante el alzamiento militar de 1955 que terminó con el gobierno de Juan Perón, la Revolución Libertadora comenzó un proceso de «desperonización» otorgando amplias facultades a los interventores militares nombrados en la facultad para decidir sobre las impugnaciones a concursantes que pudieran presentar docentes, estudiantes o egresados. Con el mismo propósito, se recomendaba a la comisión interventora la expulsión del Centro de estudiantes y de la facultad de profesores y alumnos simpatizantes del peronismo, pertenecientes a partidos de izquierda u opositores al régimen dictatorial de Pedro Eugenio Aramburu.
En los años 1960 participó en las protestas en contra de la ley de educación universitaria que impulsaba el presidente Arturo Frondizi, que permitió la creación de universidades privadas en Argentina. En 1966, con el Golpe de Estado que derrocó al Presidente Arturo Illia y la intervención de la Universidad de Buenos Aires en la "Noche de los bastones largos", el Centro de Estudiantes fue proscripto nuevamente.
En los años 1970 las agrupaciones de izquierda y la Juventud Universitaria Peronista condujeron el Centro de Estudiantes. Con el Gobierno Militar instaurado a partir del 24 de marzo de 1976, el Centro de Estudiantes fue proscripto y su último presidente José Pablo Ventura, se encuentra desaparecido.
Con la recuperación de la democracia, se realizaron las primeras elecciones estudiantiles y triunfó la agrupación Franja Morada, brazo universitario de la Unión Cívica Radical y se transformó en el primer Centro de Estudiantes en normalizarse con la vuelta a la democracia.[cita requerida]
Entre 1983 y 1986 la Franja Morada ganó las elecciones, en tanto que en 1987 se impuso la agrupación UPAU - Unión Para la Apertura Universitaria, muchos de cuyos integrantes pertenecían a la Unión del Centro Democrático (UCEDE) 
En 1990 Franja Morada volvió a ganar las elecciones del Centro de Estudiantes. Durante los años 1993 y 1994 el Centro de Estudiantes protagonizó un fuerte enfrentamiento con el Gobierno del entonces presidente Carlos Menem. En 1994, el presidente del Centro de Estudiantes Martin Scotto impulsó el juicio político de todos los integrantes de la Corte Suprema de Justicia de la Nación por su falta de independencia del poder político, en tanto que el mismo Carlos Menem desistió a última hora de participar de un Seminario que impulsaba la reforma constitucional y su reelacción en la Facultad de Derecho, frente a la protesta organizada por el Centro de Estudiantes.
Franja Morada mantuvo su hegemonía hasta el año 2002, cuando la "Agrupación Reformista Nuevo Derecho", agrupación ligada al Movimiento Nacional Reformista (MNR) y al dirigente Roy Cortina, del Partido Socialista, los desplazó de la conducción del organismo estudiantil conduciéndolo en forma ininterrumpida hasta septiembre de 2015 (convirtiéndose en la agrupación estudiantil que ganó más años seguidos en esta facultad).
En las elecciones del año 2015, la Franja Morada ganó los elecciones de claustro estudiantil y de Centro de Estudiantes retomando la conducción luego de 13 años. En el 2016, la"Agrupación Reformista Nuevo Derecho" vuelve a ganar el centro de estudiantes derrotando a la agrupación Radical Franja Morada por 35% a 27%, siendo su presidente electo el joven nacido en la ciudad de Mar del Plata Joaquín Santos. En el 2017 por resolución del Consejo Directivo se decide bajar las urnas al CBC dejando en desventaja a la agrupación Nuevo Derecho pero eso no bastó para que dejara de conducir el Centro de Estudiantes, no solamente revalidó su conducción en la Facultad sino también renovó la banca de la mayoría en el claustro estudiantil y ganó en todas las sedes del CBC por amplia diferencia con la segunda fuerza sacando un total de 15 puntos de diferencia. 
El 6 de septiembre de 2019 la segunda minoría del Centro de Estudiantes pasó a manos de la coalición "La Centeno - Acción Colectiva”; Franja Morada quedó en tercer lugar. Fue la primera vez desde el retorno de la democracia que una fuerza electoral no vinculada con el movimiento reformista superó el tercer lugar, La conducción del Centro de Estudiantes siguió siendo conservada por la agrupación "Nuevo Derecho" con un total de 7447 votos y siendo electa la única candidata mujer, Eliana Gramajo. De las presidentes más jóvenes de la historia de la Facultad de Derecho UBA con tan solo 22 años de edad.

## Presidentes
Sus Presidentes desde 1983 a la fecha han sido:
- Víctor Cipolla (1983-1984)
- Daniel Bravo (1984-1986)
- Darío Richarte (1986-1987)
- Juan Curutchet (1987-1988)
- Javier Petrantonio (1988-1989)
- Mariano Pini (1989-1990)
- Alejandro Sebo (1990-1991)
- Gonzalo Álvarez (1991-1992)
- Martín Scotto (1992-1993)
- Carlos Mas Vélez (1994-1995)
- Alejandro Gómez (1995-1996)
- Mariano Heller (1997-1998)
- Alberto Zoppi (1999-2000)
- Rodrigo Cozzani (2001)
- Pablo Gordon Daluz (2002)
- David Escobar (2003)
- Paula Streger (2004)
- Hernán Arce (2005)
- Rodrigo Guevara (2006)
- Celia Loperena (2007)
- Nicolás de la Cruz García (2008)
- Manuel Lisandro Quinteros (2009)
- Maitén García Lavalle (2010)
- Lucas Lagos (2011)
- Tomas González Vera (2012)
- Carlos Plaza (2013)
- Agustina R. Gerosi (2014)
- Facundo Ríos (2015)
- Joaquín Santos (2016)
- Catalina Cancela Echegaray Carballo (2017)
- Víctor Dekker (2018)
- Eliana Malena Gramajo (2019)